# شاپور آرین‌نژاد
رکن‌الدین آرین‌نژاد متخلص به شاپور (زادهٔ ۱۳۰۳ – درگذشتهٔ ۱۳۴۶ خورشیدی) معروف‌ترین پاورقی‌نویس دههٔ ۳۰ خورشیدی بود.

## زندگی‌نامه
او کارگر چاپخانه بود و با نثری احساساتی برای مجلات عامه‌پسند داستان‌های شورانگیز تاریخی-عشقی می‌نوشت. شاپور آرین‌نژاد همواره به نگارش داستان‌های مسلسل، کوتاه، نوول، فانتزی، رپرتاژ و مقالات متنوع در جراید مشغول بود و به علت اشتیاق به نگارش، مشاغل اداری را رها و به‌طور حرفه‌ای به نویسندگی روی آورد.
کتاب ده مرد رشید از مشهورترین آثار ادبی اوست که در احیاء غرور ملی و تفاخر به گذشته و باستان‌گرایی دورانش سهم عمده و مؤثری داشت.
برخی سبک نوشتاری او را مشابه الکساندر دوما می‌دانند.
در طول دوران فعالیت ادبی آرین‌نژاد از ۱۳۲۰ تا ۱۳۴۶ ده‌ها جلد رمان، نوول و داستان کوتاه از او منتشر شد که مشهورترینش رمان مفصل ده مرد رشید (۱۳۳۵ش) دربارهٔ رقابت‌های پسران اردشیر دوم هخامنشی بر سر جانشینی اوست. برخی از آثار وی هنوز در ایران پرفروشند.
در نهایت آرین‌نژاد در ۱۳۴۶ به علت بیماری در جوانی درگذشت و در امامزاده عبدالله (ری) به خاک سپرده شد.
در سال ۱۳۶۲ تعدادی از آثارش به همت همسرش و انتشارات دنیای کتاب بازنشر شد.

## آثار
- عشق‌ها و خون‌ها (۱۳۳۴)
- فاتح (۱۳۳۹)

سه‌گانه:
- راه بهشت
- قیام اسماعیلیه (۱۳۳۶)
- نگهبانان تاج و تخت
- دلیران شوش؛ شرح حمله خشایارشا به یونان است. (۲ جلد)
- ده مرد رشید (۱۳۳۵) در ۹ جلد
- داتام روئین‌تن (ادامه ۱۰ مرد رشید)
- شبهای پاسارگاد
- شرف راهزن
- فرزند سرنوشت
- هفت سردار نامی
- افسانه سید رشید
- قدرت دریاها
- دلاوران میزگرد
- سایه آسیا
- بوسه عذراء